# Mas de Baix
El Mas de Baix és un mas del terme de Cabassers (el Priorat), dintre de la finca del Mas Roger, que té també dintre de la mateixa finca el Mas de Dalt. Sovint, la denominació Mas Roger s'utilitza com a sinònim de Mas de Dalt i no per a referir-se a la finca que conté els dos masos. El setembre de 1974 s'hi establí una comuna agrícola formada per quatre joves (entre els quals, Climent Olm, més tard impulsor del projecte Rocaviva), sota el patrocini del propietari del mas, Josep Vidal i Llecha, que tindria continuïtat fins al 1986, data en què s'hi acabà la vida comunitària.